# Conostylis vaginata

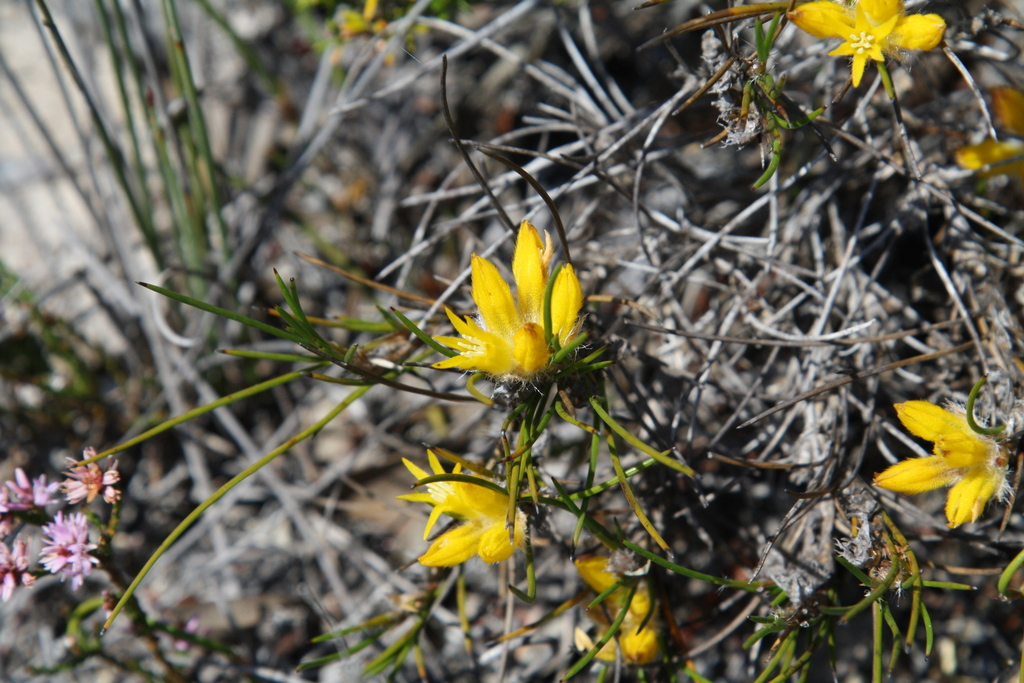
Conostylis vaginata

Conostylis vaginata är en enhjärtbladig växtart som beskrevs av Stephan Ladislaus Endlicher. Conostylis vaginata ingår i släktet Conostylis och familjen Haemodoraceae. Inga underarter finns listade.